# Waterkloof
Waterkloof (ravine d'eau en afrikaans) est un quartier résidentiel situé à l'est du centre-ville de Pretoria en Afrique du Sud. Ce quartier tient son nom de la ferme qui y était situé au XIXe siècle.
Situé au sud de New Muckleneuk, ses axes principaux sont Crown Avenue, qui relie Waterkloof à la banlieue aisée de Brooklynn au nord, et Albert Street relie le quartier d'Est à l'ouest aux quartiers de Menlo Park et de Groenkloof.

## Démographie
Selon le recensement de 2011, Waterkloof comprend plus de 4 820 résidents, principalement issu de la communauté blanche (71,68 %).
Les noirs représentent 22,12 % des habitants tandis que les Coloureds et les indiens représentent un peu plus de 5 % des résidents.
Les habitants sont à 44,41 % de langue maternelle afrikaans, à 34,43 % de langue maternelle anglaise, à 2,82 % de langue maternelle Setswana et à 2,74 % de langue maternelle Sepedi.

## Historique
Le lotissement de Watekloof fut établi en 1903.
Durant l'apartheid, il était le quartier de prédilection de l'élite afrikaner où résidaient de nombreux hauts responsables gouvernementaux. Aujourd'hui, on y trouve non seulement le Country Club de Pretoria mais aussi plusieurs résidences d'ambassadeurs.

## Tourisme

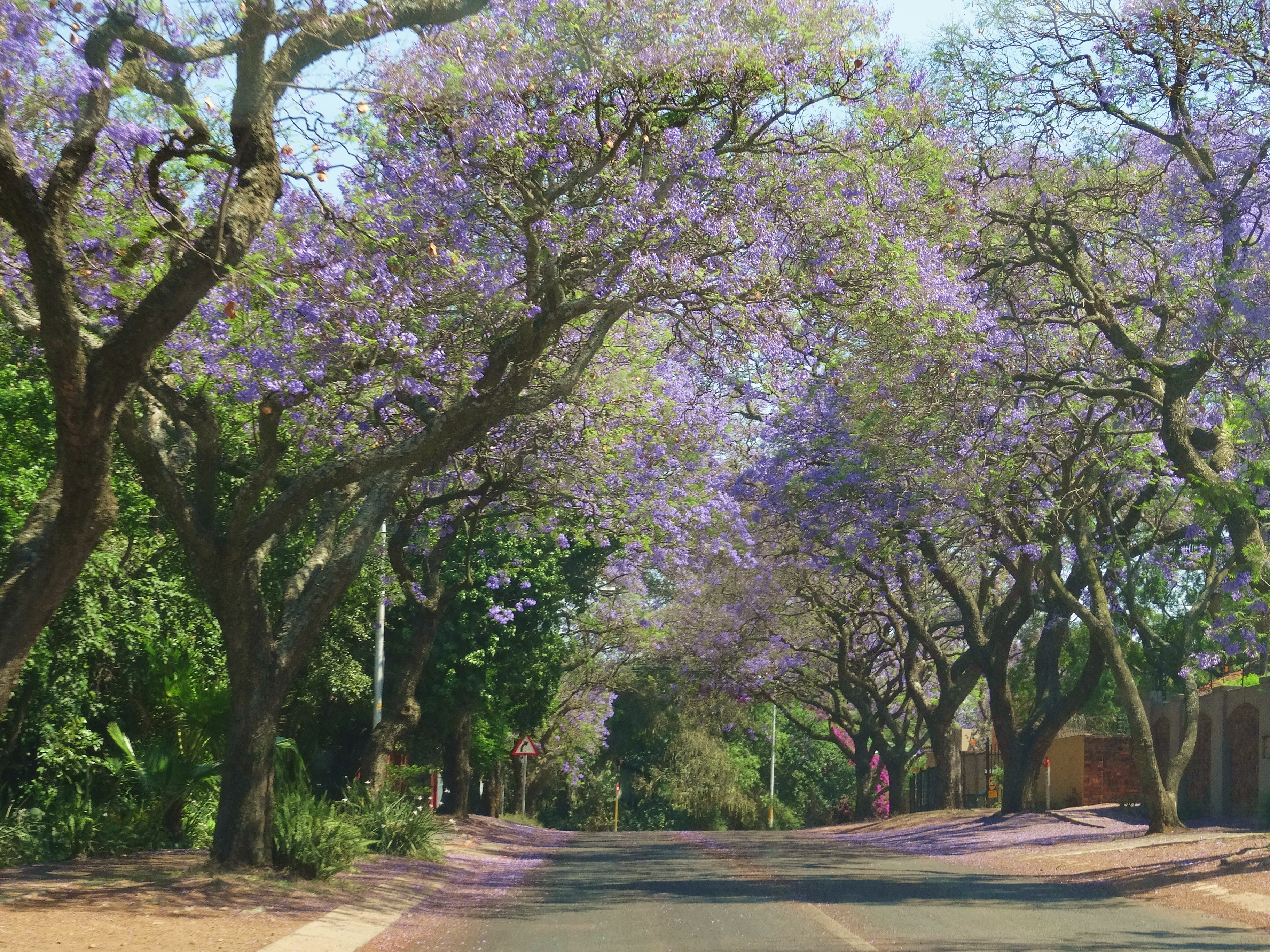
Le quartier de Waterkloof au temps des jacarandas en fleurs

Zone verdoyante et aisée, les rues de ce quartier sont bordées de nombreux jacarandas.

## Politique
Le quartier de Waterkloof est dominé politiquement par l'Alliance démocratique. Lors des élections générales sud-africaines de 2014, l'Alliance démocratique a remporté plus de 72 % des suffrages dans les 2 circonscriptions électorales de Waterkloof devançant le congrès national africain (plus de 15 %).

## Personnalités locales
- Thomas Tom Langley (1933-2018), membre du parlement pour Waterkloof (1966-1983) et ambassadeur d'Afrique du Sud en République Tchèque[3]
- Org Marais, membre du parlement pour la circonscription de Waterkloof (1983-1994)